# Głaz Mszczonowski
Głaz Mszczonowski – największy głaz narzutowy na Mazowszu, a drugi w Polsce (pierwszym jest Trygław) znajdujący się w miejscowości Zawady. Głaz jest tylko częściowo odkopany, znajduje się w głębokim dole, którego skarpy porośnięte są różnymi drzewami, krzakami, jeżynami. Od 1990 roku jest on pomnikiem przyrody nieożywionej.
Głaz stanowi bryłę jasnoszarego piaskowca o lepiszczu krzemionkowym czasu miocenu.
Głaz nie został przytransportowany z lądolodem ze Skandynawii, ale wyrwany został z podłoża przez lodowiec – jest tzw. porwakiem. Na powierzchni głazu widać wyraźnie podłużne rysy. Powstały prawdopodobnie wtedy, kiedy o kamień tarły okruchy skalne wmarznięte w przesuwający się nad nim lodowiec.